# Вугледар
Вугледа́р — зруйноване місто у Волноваському районі Донецької області. Адміністративний центр Вугледарської міської громади.

## Бої та окупація
Місто фактично зруйноване в ході російського вторгнення.
1 жовтня 2024 року російські окупанти захопили територію, де знаходилося місто.

## Загальні відомості
Місто Вугледар було засновано в 1964 році, розташоване в південно-західній частині Донецької області на відстані 57 кілометрів від обласного центру.
Загальна площа міста — 532 га. Населення — 17500 осіб. З них працездатного — 13,1 тис. осіб.
Народжуваність — 7,9 на 1000 осіб, смертність — 10,2, природний спад — −2,3, сальдо міграції негативне (-17,8 на 1000 осіб).

## Історія
Місто своїм народженням зобов'язане початку опанування Південнодонбаського вугільного регіону. У 1963 році інститутом «Донгіпрошахт» було виконано генеральний план об'єднаного масиву шахт Південного Донбасу та проєктне завдання житлово-побутового будівництва шахти «Південнодонбаська» № 1. 18 лютого 1964 року 12 робітників тресту «Донецькшахтобуд» було висаджено на посту № 90 Донецької залізниці. Освоювання регіону почалося з будівництва залізничної станції та 8 житлових будинків для залізничників.
У 1964 році першими на будівництво комплексу нової шахти прибув колектив будуправління № 15. Загалом на будівництві шахти працювало багато організацій, зокрема «Спецбуд», БУ-2, 4-та проходка. У 1964 році у фундамент першого житлової будівлі було закладено перший камінь. Водночас зводились ще три будинки та три гуртожитки. Перший дім було заселено в 1966 році й селищу було надане ім'я «Південний Донецьк». У 1974 році почалися роботи на «Південнодонбаській» № 3.
Хронологія подій:
- 1966. Побудовані котельна, дитячий комбінат, їдальня.
- 1967. Розпочалося будівництво першої школи.

Народилася перша дитина селища.
- 1968. Відкрито літній кінотеатр.

На прохання мешканців селище було перейменовано на Вугледар.
- 1969. Утворена селищна рада.
- 1974. Почалося будівництво лікарні.
- 1975. Відкрився перший пам'ятник: Стела 13 десантників.

З 1964 року перша шахта і селище Південний Донецьк були підпорядковані Мар'їнському району, а з 1973 року вже як селище Вугледар перепорядковане Петровському району м. Донецька. 02.10.1989 Вугледару було змінено статус і вже як селище міського типу було віднесено до категорії міст районного підпорядкування. 6 грудня 1991 року місто Вугледар набуло статусу міста обласного підпорядкування.

### Російсько-українська війна
4 вересня 2014 року під час виконання бойового завдання в районі м. Вугледар загинув старший солдат 13-го окремого аеромобільного батальйону Сергій Гуц.
6 квітня 2022 року російський агресор обстріляв з реактивної артилерії місце роздачі гуманітарної допомоги, внаслідок чого відомо про двох загиблих та п'ятьох поранених. Надвечір того ж дня стало відомо про 4 загиблих та 4 поранених.
1 жовтня 2024 російські окупанти захопили територію, де знаходилося місто.

## Населення
Населення міста станом на 1.06.2011 року становило 15549 осіб. За даними перепису населення 2001 року — 17,4 тис. осіб; 2004 рік — 16,6 тис. осіб.
За даними перепису 2001 року населення міста становило 17518 осіб, із них 28,18 % зазначили рідною мову українську, 70,80 % — російську, 0,06 % — білоруську, 0,02 % — вірменську, молдовську та гагаузьку, 0,01 % — болгарську мову.

### Національний склад
Розподіл населення за національністю за даними перепису 2001 року:
| Національність  | Відсоток |
| --------------- | -------- |
| українці        | 63.14%   |
| росіяни         | 33.05%   |
| білоруси        | 0.96%    |
| греки           | 0.53%    |
| татари          | 0.37%    |
| молдовани       | 0.22%    |
| сакартвельці    | 0.17%    |
| азербайджанці   | 0.13%    |
| вірмени         | 0.10%    |
| інші/не вказали | 1.33%    |

### Мова
Розподіл населення за рідною мовою за даними перепису 2001 року:
| Мова            | Кількість | Відсоток |
| --------------- | --------- | -------- |
| російська       | 12402     | 70.80%   |
| українська      | 4937      | 28.18%   |
| білоруська      | 10        | 0.06%    |
| інші/не вказали | 169       | 0.96%    |
| Усього          | 17518     | 100%     |

## Природні ресурси. Екологічна ситуація
Місто Вугледар засновано як центр майбутнього великого району видобутку кам'яного вугілля, розвідані запаси якого становлять 1395 млн тонн.
Основні природні ресурси:
- висококонцентровані запаси коксового вугілля марки ГЖ, ГЖО, Ж з низьким вмістом сірки — 5,5 млрд тонн;
- родовище вугільного метану — 3467 млн м3 газу.

Ілові відходи комбінату комунальних підприємств використовувалися для удобрення земель с/г «Червоний Жовтень». Шлакові відходи вугільних котельних, очисних споруд — для ремонту доріг, а також для їх посипання під час ожеледиці. З метою зниження відходоутворення підприємствами міста здійснювалися закладки породи у вироблений простір.

## Економіка
Вугледар — шахтарське місто з моноструктурою господарського комплексу, основа якого — вугільна промисловість.

### Основні промислові підприємства

#### Працюючі шахти
- ДВАТ шахта «Південнодонбаська» №1 імені Героїв 9-ї стрілецької дивізії виробничою потужністю 1200 тис. тонн вугілля у рік. Введена в експлуатацію у 1973 році. Шахта — первісток родовища Південнодонбаське. Промислові запаси вугілля на 01.01.02 — 58,67 млн тонн. Шахта — надкатегорійна за газом, небезпечна за вибухами пилу.

#### Закриті шахти
- ДВАТ шахта «Південнодонбаська» № 3 виробничою потужністю 1200 тис. тонн вугілля у рік (перша черга). Введена в експлуатацію у 1985 році. Розташована на південно-західній межі Донецького басейну. Вона пов'язана залізничною гілкою довжиною 23 км зі станцією «Південнодонбаська» на залізничній магістралі «Донецьк—Маріуполь» і автомобільною дорогою Мар'їнка—Павлівка. Розміри шахтного поля 8,5 км за протягом та 5,5 км за падінням. Загальна площа шахти 47 км². Промислові запаси за станом на 01.07.02 — 150026 тис. тонн. Шахта — надкатегорійна за газом та пилом. 28 липня 2017 року розпочалася рішенням власників в особі Міністерства енергетики та вугільної промисловості України процедура банкрутства та ліквідації юридичної особи підприємства.[12]

Обидві шахти були віднесені до числа перспективних молодих шахт. Працювали стабільно, нарощуючи видобуток вугілля.
Ринок праці:
- рівень зареєстрованого безробіття становив 7,3 %.
- 2/3 працездатного населення працювало на вугільних підприємствах міста.

Відповідно до Закону України «Про спеціальні економічні зони й спеціальний режим інвестиційної діяльності у Донецькій області», місто віднесено до території пріоритетного розвитку.
У Вугледарі була наявна інфраструктура, яка забезпечувала потреби мешканців міста.
Транспортні зв'язки: автомобільне сполучення з містами Донецьк, Мар'їнка, Волноваха.

## Освіта
У місті функціонують три середні загальноосвітні школи I—III ступенів (у тому числі денна та очна-заочна форми навчання). Загалом у середніх навчальних закладах навчається близько 3000 учнів. Школи мають мережу профільних класів, класів з поглибленням вивчанням окремих предметів, класів з державною мовою навчання, міжшкільних факультетів. В цілому, державною мовою навчається 19,0 % учнів шкіл та 34,6 % дітей дошкільного віку. Здійснюється робота з обдарованими дітьми, створено міський банк даних.
Мережа дошкільних дитячих закладів у місті представлена двома дошкільними дитячими закладами, де у 18 групах нараховується 408 дітей. Розвивається мережа груп соціального призначення для дітей з недоліками фізичного і психічного розвитку, профільних груп.
Позашкільний заклад — дитячо-юнацька спортивна школа, де у 30 групах займаються близько 600 дітей за такими видами спорту, як футбол, баскетбол, греко-римська боротьба, важка атлетика, шахи.
З вищих навчальних закладів у місті з 1996 року працює академічний коледж Донецької державної Академії управління. Навчання ведеться за спеціальностями «Менеджмент» та «Фінанси». Форми навчання — очна та заочна. Освітньо-кваліфікаційний рівень — бакалавр.
У місті Вугледар Донецької області на обліку перебуває 2 пам'ятки історії та монументального мистецтва.

## Культура
Восени 2018 року та восени 2019 року у Вугледарі провели мандрівний культурно-просвітницький фестиваль «З країни в Україну». Його мета — відроджувати у Донецькій та Луганській областях забуту українську культуру. А також сформувати локальну громаду, яка продовжить роботу після від'їзду організаторів. Фестиваль  ставить за мету популяризувати сучасне українське мистецтво, музику, фотографію, винаходи, і водночас не забуваючи про традиційні ремесла, показує весь спектр унікальності України. У Вугледарі вдалось зібрати більше сотні волонтерів.

## Пам'ятки історії
| № пп | Охорон. номер | Найменування пам'ятки                                    | Місцезнаходження пам'ятки                                                                  | Рік встановлення | Автор | Рішення              |
| ---- | ------------- | -------------------------------------------------------- | ------------------------------------------------------------------------------------------ | ---------------- | ----- | -------------------- |
| 1.   | 2840          | Могила Кушніра С.І, воїна-афганця, рядового.             | Вугледарська м/р, м. Вугледар, міський цвинтар.                                            | 1986 р.          | -     | 14.07.1993 р. № 419  |
| 2.   | 2059          | Пам'ятник на місці загибелі 13-х партизанів-десантників. | Вугледарська м/р, м. Вугледар, траса «Донецьк-Вугледар», в'їзд до північної частини міста. | 1975 р.          | -     | 10.11.1984 р. № 663р |

## Персоналії
- Руслан Біленко (1984—2014) — солдат Збройних сил України, учасник російсько-української війни.
- Анастасія Лисенко — українська важкоатлетка, майстер спорту України.
- Денис Ляшко (* 1980) — український професійний футболіст.
- Данило Голуб (* 2003) — український професійний футболіст, нападник клубу Української Прем'єр-ліги «Чорноморець».
- Дмитро Хомченовський (*1990) — український футболіст, лівий вінгер «Кривбаса». Грав за національну збірну України.